# WR 85
WR 85 — звезда Вольфа — Райе спектрального класса WN6h-w в созвездии Скорпиона. Это одна из самых мощных известных звёзд, светимость которой в 2 500 000 раз больше солнечной. Радиус звезды в 21,1 раз больше солнечного, а её масса равна 59 солнечным. Эффективная температура поверхности звезды составляет 50 100 K.